# Marco Borrini
Marco Borrini (Cameri, 21 agosto 1919 – Novara, 7 gennaio 1974) è stato un calciatore italiano, di ruolo centromediano o terzino.

## Carriera
Cresciuto nel Galliate, esordisce in Serie A nel Novara, il 15 gennaio 1939 in occasione del pareggio esterno contro il Modena, per poi disputare altre 11 partite del campionato 1938-1939, mettendo a segno 4 reti.
A lui si interessa il Torino, che lo acquista nell'estate 1939, ma non riesce ad imporsi come titolare in granata (9 presenze) e a fine stagione viene ceduto alla Lucchese Libertas, in Serie B.
Nel 1941 cambia casacca per la quarta volta in quattro stagioni passando al Liguria dove disputa 2 campionati di Serie A da titolare, il secondo concluso con la retrocessione dei liguri. Nel 1945, dopo l'interruzione bellica, si ritrova nella ricostituita Sampierdarenese, con cui disputa l'anomalo Campionato Alta Italia 1945-1946, quindi, dopo la fusione con l'Andrea Doria del 1º agosto 1946 fa parte della rosa della neonata Sampdoria.
In blucerchiato disputa il campionato 1946-1947 da titolare (30 presenze), mentre nella stagione successiva perde il posto da titolare a vantaggio del nuovo acquisto Oscar Vicich, scendendo in campo in 11 occasioni.